# Marion Cannon
Marion Cannon (* 30. Oktober 1834 bei Morgantown, Virginia; † 27. August 1920 bei Ventura, Kalifornien) war ein US-amerikanischer Politiker. Zwischen 1893 und 1895 vertrat er den Bundesstaat Kalifornien im US-Repräsentantenhaus.

## Werdegang
Der im heutigen West Virginia geborene Marion Cannon besuchte die öffentlichen Schulen seiner Heimat und absolvierte danach eine Lehre als Schmied. Im Jahr 1852 zog er nach Kalifornien, wo er im Nevada County 21 Jahre lang im Bergbau tätig war. Zwischen 1869 und 1871 war er in diesem Bezirk als Urkundsbeamter (Recorder) angestellt. Im Jahr 1874 ließ er sich nahe Ventura nieder, wo er in der Landwirtschaft arbeitete. Später wurde er Mitglied der Farmers’ Alliance, einer Vorläuferorganisation der Populist Party. In den Jahren 1890 und 1891 wurde er für Kalifornien zum Präsidenten dieser Allianz gewählt. 1892 vertrat er diese Organisation, die sich zwischenzeitlich auch als People’s Party bezeichnete, auf deren Bundesparteitag. Im selben Jahr repräsentierte er den Staat Kalifornien auf einer Industriekonferenz in St. Louis.
Bei den Kongresswahlen des Jahres 1892 wurde Cannon als Kandidat der Populist Party im sechsten Wahlbezirk von Kalifornien in das US-Repräsentantenhaus in Washington, D.C. gewählt, wo er am 4. März 1893 die Nachfolge von William W. Bowers antrat, der in den siebten Distrikt wechselte. Da er im Jahr 1984 auf eine weitere Kandidatur verzichtete, konnte er bis zum 3. März 1895 nur eine Legislaturperiode im Kongress absolvieren. Nach dem Ende seiner Zeit im US-Repräsentantenhaus betätigte Cannon sich wieder in der Landwirtschaft. Politisch ist er nicht mehr in Erscheinung getreten. Er starb am 27. August 1920 nahe Ventura, wo er auch beigesetzt wurde.